# Лакі Джонс
Луціус «Лакі» Джонс (англ. Lucious "Lucky" Jones; нар. 22 квітня 1993) — американський професійний баскетболіст, гравець української баскетбольної команди Тернопіль-ТНЕУ. У 2015 році брав участь у драфті НБА, але не був обраний.

## Кар'єра у коледжі
Лакі Джонс народився 22 квітня 1993 року у Ньюарк, штат Нью-Джерсі. З 2011 по 2015 рік виступав за коледжну баскетбольну команду Роберт Морріс Колоніалс. За неї Джонс провів 131 гру і заробив 1505 очок.

## Професійна кар'єра
У 2015 році Лакі Джонс взяв участь у драфті НБА, але не був обраним. 7 липня 2015 року баскетболіст підписав контракт із бельгійським клубом Льєж-Баскет. За сезон Джонс провів 31 гру і заробив 444 очки.
Наступного року Лакі Джонс підписав контракт із грецьким клубом Промітеас Патри, але вже через півроку перейшов до Єр-Тулон.
У 2017 році Лакі Джонс став гравцем ПАОКа. На той час команда виступала у лізі чемпіонів. За сезон Лакі провів 48 ігор і заробив 403 очки.
У 2020 році Лакі Джонс став гравцем Черкаських Мавп, але вже у листопаді розірвав із клубом контракт.
На початку 2022 року Лакі Джонс став баскетболістом Тернопіль-ТНЕУ.